# Trökörna distrikt
Trökörna distrikt är ett distrikt i Grästorps kommun och Västra Götalands län, sydväst om Grästorp. 
Distriktet inrättades 2016 och utgörs av socknen Trökörna i Grästorps kommun. Området motsvarar den omfattning Trökörna församling hade vid årsskiftet 1999/2000.